# Aurora (álbum de Fuel Fandango)
Aurora es el tercer álbum de estudio del grupo Fuel Fandango. Fue publicado el 15 de abril de 2016, y contó con las colaboraciones de Estrella Morente y El Niño de Elche. El primer sencillo extraído del álbum fue "Salvaje".

## Producción
Producido por Alejandro Acosta y Steve Dub, productor de bandas como Chemical Brothers, New Order o Unkle, y autor de remixes para The Prodigy o Daft Punk, este álbum fusiona con éxito sonidos de Asia, África y Europa, con matices de la tradición folclórica latinoamericana. Salió a la venta en formato digital en abril de 2016 y el 4 de noviembre de 2016 se publicó en formato vinilo.
La pretensión del grupo fue combinar el flamenco, la electrónica y el funk, en una mezcla llamativa, interesante y atrevida. El propio grupo lo presenta como un disco "donde las fronteras entre flamenco y electrónica desaparecen completamente en un conjunto homogéneo dentro de la infinita diversidad de una propuesta artística única.".
Este lanzamiento fue presentado por el dúo cordobés en una gran cantidad de conciertos y festivales de música, iniciando la gira en el Festival Sueños de Libertad de Ibiza.

## Lista de canciones
| N.º | Título                                       | Duración |  |
| 1.  | «Burning»                                    | 4:34     |  |
| 2.  | «Salvaje»                                    | 3:50     |  |
| 3.  | «Toda la vida»                               | 3:36     |  |
| 4.  | «Corazón»                                    | 4:21     |  |
| 5.  | «La primavera»                               | 5:04     |  |
| 6.  | «Not true»                                   | 4:05     |  |
| 7.  | «El viento»                                  | 4:04     |  |
| 8.  | «El todo y la nada» (feat. El Niño de Elche) | 5:13     |  |
| 9.  | «Today»                                      | 5:01     |  |
| 10. | «Mi secreto»                                 | 4:58     |  |
| 11. | «Medina» (feat. Estrella Morente)            | 4:56     |  |